# Bitka pri otoku Gwynn
V bitki pri otoku Gwynn (8.–10. julij 1776) je Andrew Lewis vodil vojake patriot iz Virginije proti majhni mornariški eskadrilji John Murraya, 4. grof Dunmora in britanskim lojalističnim enotam. V tej akciji  ameriške revolucionarne vojne je natančen topniški ogenj z bližnje celine Virginije prepričal Dunmora, da je zapustil svojo bazo na Gwynnovem otoku. Med kampiranjem na otoku so lojalisti trpeli zaradi črnih koz in neznane mrzlice, zlasti med pobeglimi sužnji, ki jih je Dunmore rekrutiral za boj proti ameriškim upornikom.  Gwynnov otok se nahaja na zahodni obali zaliva Chesapeake]v okrožju Mathews v Virginiji.
Konec leta 1775 so bili Dunmore in njegove zveste sile poraženi in so se umaknili na svoje ladje pri Norfolku v Virginiji. Ker so mu ameriške čete preprečile, da bi si zagotovili hrano v bližini Norfolka, je Dunmore odplul proti severu, da bi šest tednov namestil svoje sile na otoku Gwynn. Slabo hranjene zveste sile so bili predolgo zaprte na Dunmorejevih ladjah in izbruhnile so črne koze. Potem, ko so jih pregnali z otoka Gwynn,  so se Dunmorejeve ladje zadržale v zalivu Chesapeake, preden so njegove ladje odplule proti New Yorku in drugim lokacijam. Dunmorejeva odsotnost je virginijskim četam omogočila, da so se pridružile glavni vojski generala Georgea Washingtona.